# Anthopleura xanthogrammica
Anthopleura xanthogrammica (лат.) — вид морских стрекающих из семейства Actiniidae, напоминающих своей формой цветок.

## Внешний вид и строение
Ширина и высота тела могут достигать 17,5 и 30 см соответственно. Венец щупалец может достигать 25 см в диаметре, в то время как сама колонна имеет тенденцию быть самой широкой у основания, чтобы обеспечить более стабильное соединение с камнями.
Имеет широкую, плоскую поверхность ротового диска и не имеет полос, полос и других отметин.

### Окраска
Если A. xanthogrammica подвергается воздействию достаточного количества солнечного света, под водой она может выглядеть ярко-зеленой.
Когда эта актиния не погружена в воду, она кажется темно-зеленой или коричневой. Это связано с тем, что анемон имеет тенденцию закрываться и съёживаться, и его теперь обнаженный столбик на самом деле темно-зеленый и слегка коричневый, но скрытые щупальца и ротовой диск ярко-зеленые.

### Щупальца
Щупальца короткие, конической формы. Расположены в шесть или более рядов, окружающих ротовой диск и могут быть заостренными или тупыми на концах.

## Распространение
Как правило, A. xanthogrammica встречается вдоль нижней и средней приливных зон Тихого океана, от побережья Приморья, острова Хоккайдо, Курильских островов, Камчатки и Аляски до южной Калифорнии, а иногда и южнее до Панамы, куда могут проникать холодные воды.

## Среда обитания
A. xanthogrammica предпочитает обитать на песчаных или каменистых берегах, где большую часть дня остается вода. Обычно их можно найти в приливных бассейнах глубиной до 15 м. Иногда A. xanthogrammica также можно встретить в глубоких каналах более обнаженных скалистых берегов и на бетонных сваях в заливах и гаванях.

## Биология
Фотосинтезирующие водоросли зоохлореллы и динофлагелляты зооксантеллы обитают в эпидермисе и тканях кишечника A. xanthogrammica. В этих симбиотических отношениях зоохлореллы и зооксантеллы обеспечивают анемона питательными веществами посредством фотосинтеза и способствуют ярко-зеленому цвету ротового диска и щупалец анемоны. Ярко-зеленый цвет также обусловлен пигментацией.
Экземпляры живущие в пещерах и тенистых зонах, имеют меньше естественных симбионтов или вообще не имеют их и, как правило, менее красочны.

## Поведение
Эти анемоны, как правило, ведут одиночный образ жизни, но иногда их можно увидеть группами, насчитывающими не менее 14 особей на квадратный метр. Они могут медленно передвигаться, используя базальные диски, но обычно остаются сидячими.. Как и другие анемоны, A. xanthogrammica может использовать стрекательные клетки, расположенные в щупальцах, для защиты от хищников и ловли добычи.

## Размножение
Оплодотворение наружное, нерест проходит осенью. Пелагические планктотрофные личинки плавают в воде, пока не расселяются и не оседают в зарослях мидий.

## Питание
Нематоцисты, обнаруженные в щупальцах, помогают A. xanthogrammica ловить и парализовать добычу. После завершения питания и пищеварения анемон выводит отходы через ротовое отверстие.

## Естественные враги и жертвы
К естественным врагам A. xanthogrammica относятся: морская звезда Dermasterias imbricata, голожаберник Aeolidia papillosa и улитка Epitoniumtinctum (обе питаются щупальцами), а также улитки Opalia chacei, Opalia funiculata и морской паук Pycnogonum stearnsi (они протыкают сбоку тело анемона и сосут соки).
Anthopleura xanthogrammica питается морскими ежами, мелкой рыбой и крабами, но основным источником пищи, по-видимому, являются одиночные мидии. Зафиксированы редкие случаи, когда этот анемон поедал морских птиц. Неизвестно, убила их сама актиния или просто подобрала падаль.

## Схожие виды
Иногда A. xanthogrammica можно спутать с крупными особями Anthopleura elegantissima или Anthopleura sola, но обе эти вида обычно имеют щупальца с розовыми кончиками и полосатый ротовой диск, в отличие от A. xanthogrammica.